# Demolition Man
Demolition Man (englisch), auch unter dem Verweistitel Demolition Man – Ein eiskalter Bulle bekannt, ist ein ironischer Science-Fiction-Action-Film von Marco Brambilla aus dem Jahr 1993 mit Wesley Snipes, Sylvester Stallone und Sandra Bullock in den Hauptrollen. Der US-amerikanische Film startete am 2. Dezember 1993 in den deutschen Kinos.
Die Haupthandlung des Films spielt im Jahr 2032, die einleitende Rückblende hingegen 1996, was zur Zeit des Filmdrehs 1993 in nicht allzu ferner Zukunft lag.

## Handlung
Die Stadt Los Angeles wird 1996 von schweren Unruhen heimgesucht. Während dieser Tumulte hat der Gangster Simon Phoenix die Insassen eines Busses in seine Gewalt gebracht und sich in einem Fabrikgebäude verschanzt. Der abgebrühte Cop John Spartan will auf eigene Faust Phoenix dingfest machen. Dies gelingt ihm, jedoch kommen sämtliche 30 Geiseln zu Tode, als der von ihm gestellte Phoenix das Gebäude sprengt. Spartan wird wegen fahrlässiger Tötung suspendiert sowie verurteilt und kommt wie auch Phoenix in ein „kryogenisches“ Gefängnis, wo er seine Haftstrafe von 70 Jahren eingefroren im Kälteschlaf verbringen soll.
Spartan und Phoenix verbringen so mehrere Jahrzehnte im Kälteschlaf, bis im Jahr 2032 Phoenix vorgeblich zwecks möglicher Resozialisierung aufgetaut wird. Die Welt hat sich inzwischen verändert und in das Idealbild einer US-amerikanischen Vorstadt verwandelt. Durch ein großes Erdbeben und die damit verbundene Vernichtung von Santa Monica, Los Angeles und San Diego entstand die Metropolregion San Angeles. Diese gleicht einem futuristischen Garten Eden, in dem weder Umweltverschmutzung noch Arbeitslosigkeit oder Kriminalität existieren – genauso wenig wie fleischliche Nahrung, körperliche Nähe, Küsse oder gar Sex, geschweige denn Rockmusik oder Schimpfworte.
Phoenix entkommt bei seiner Anhörung auf vorzeitige Entlassung, tötet auf seiner Flucht mehrere Menschen und begeht damit die ersten Morde seit dem Jahr 2010. Die Polizei, die unterirdisch lebende Graffitisprayer als Schwerverbrecher verfolgt, ist mit der Situation und dem Grad an Gewalt völlig überfordert. Schließlich taut man auch Spartan auf, da er es bereits in der Vergangenheit schaffte, Phoenix zu fassen. Durch einen gestohlenen Wagen kann Phoenix ausfindig gemacht werden, doch auch Spartan kann sein Entkommen nicht verhindern. Chief George Earle schlägt vor, auf weitere Morde zu warten, um Phoenix aufzuspüren. Während eines Dinners mit Dr. Raymond Cocteau, dem Gründer von San Angeles, kommt es zu einem Zwischenfall mit einigen Rebellen, die Anhänger des Untergrundkämpfers und Anführers der graffitisprühenden Langhaarigen Edgar Friendly sind. Obwohl alle übrigen Anwesenden Friendly für einen Anarchisten halten, kommen Spartan Zweifel am herrschenden System, als er Zeuge wird, wie die Untergrundkämpfer Lebensmitteltransporter überfallen, um nicht zu verhungern.
Mit Hilfe von Huxley findet Spartan heraus, dass Phoenix während seines Strafvollzugs durch unterbewusste Beeinflussung zum geistig überlegenen Verbrecher getrimmt wurde. Phoenix selbst weiß indes nicht, woher seine Fähigkeiten stammen. Spartan entlarvt schließlich Cocteau als Auftraggeber von Phoenix’ illegaler Hirnmanipulation, und dass Cocteau mithilfe des Gangsters seinen Erzfeind Edgar Friendly eliminieren will.
Cocteau will Spartan daraufhin festnehmen lassen, doch Spartan ignoriert dies und geht. Die Polizei aus dem Jahr 2032 ist auch mit Widerstand bei der Festnahme überfordert und hält ihn nicht auf. Cocteau überwirft sich kurz darauf mit Phoenix, der jedoch trotz seines Verlangens Cocteau nicht selber töten kann aufgrund einer Sicherung, die in Phoenix’ Unterbewusstsein verankert wurde. Daher taut Phoenix seine Verbrechergang aus den alten Zeiten auf, damit diese Cocteau für ihn töten. Spartan und Huxley steigen währenddessen in die Kanalisation hinab und treffen dort auf Friendly. Dieser lebt mit anderen Verarmten in einem System verzweigter Slums und entpuppt sich als harmloser Normalbürger, der einen Feldzug gegen Cocteaus Utopia führt. In den Kanälen versteckt sich auch Phoenix, der auf der Suche nach seinem Opfer Friendly ist und diesen wie auch Spartan angreift, aber schließlich flüchtet.
Spartan verfolgt Phoenix bis zum Kryo-Gefängnis, wo dieser und seine Gang gerade dabei sind, eine große Anzahl von Schwerverbrechern, darunter Charles Manson (im englischen Original: Jeffrey Dahmer), zu befreien. Nach der Überwältigung der Gang kommt es zum Showdown zwischen Spartan und Phoenix, bei dem Letzterer von Spartan getötet und das Gefängnis zerstört wird. Die Bürger von San Angeles nähern sich der Lebensweise von Friendly und den Rebellen an, um die keimfreie Welt wieder ein wenig normaler zu gestalten, während die Rebellion aufgegeben wird. Spartan und Huxley werden ein Paar und besiegeln dies mit einem vom bisherigen Regime verbotenen Kuss.

## Vorlage
Die Vorlage des Filmes ist trotz des sehr ähnlichen Titels nicht der mit dem Hugo Award ausgezeichnete Roman The Demolished Man von Alfred Bester, obwohl der Film und der Roman beide im Kriminal- bzw. Polizei-Milieu spielen.
Vielmehr wurde Demolition Man offensichtlich von Aldous Huxleys Brave New World (deutsch Wackere neue Welt, nach 1950 Schöne neue Welt) inspiriert, in dessen Werk die neue (scheinbar) perfekte Gesellschaft letztlich von ihrer Vergangenheit eingeholt wird. Erkennbar ist dies an zahlreichen Bezügen auf das Buch, beginnend bei den Namen der Hauptfiguren. Sandra Bullock verkörpert Lenina Huxley, deren Name zusammengesetzt ist aus dem Vornamen der Romanprotagonistin Lenina Crowne (in der deutschen Übersetzung: Lenina Braun) und dem Nachnamen des Autors. Huxley zeigt in seinem Roman gehäuft selbst ein Faible für diese Art der Namenskonstruktion (nahezu alle Charakternamen sind zusammengefügt aus Namen von bekannten Literaten, Politikern, Wissenschaftlern, Philosophen). Stallones Figur ist benannt nach einem der Protagonisten, John Cooper, der aus einem „rückständigen“ (noch immer nach unseren heutigen bzw. den zu Huxleys Lebzeiten präsenten Lebens- und Wertvorstellungen orientierten) Reservat in die moderne Gesellschaft kommt. Bei Demolition Man kommt John Spartan aus der Vergangenheit in die Zukunft, wird aber aus ähnlichen Motiven heraus auch hier des Öfteren als „Wilder“ oder „Barbar“ bezeichnet. Ein weiterer Hinweis ist bei der deutschen Synchronisation etwas schwieriger zu entdecken als im Original. Als Phoenix und Spartan im Museum kämpfen, sagt Phoenix in der englischen Fassung „It’s a ‚brave new world‘“ und in der deutschen Synchronisation ganz wörtlich „So eine ‚tapfere neue Welt‘“. Es handelt sich dabei um ein älteres Übersetzungsproblem, da das Werk im deutschen Sprachraum mittlerweile einem Shakespeare-Zitat (aus The Tempest), dem der Romantitel entstammt, folgend mit „Schöne neue Welt“ übersetzt wurde.

## Hintergrund

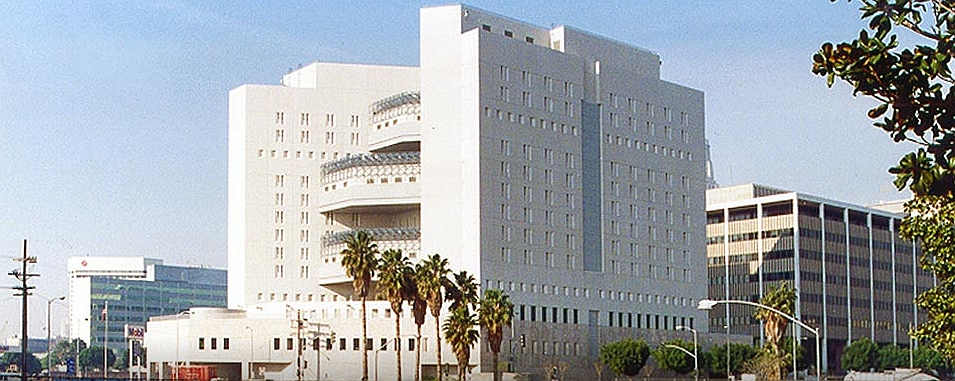
Das Metropolitan Detention Center im Zentrum von Los Angeles diente als Drehort für das Kryo-Gefängnis

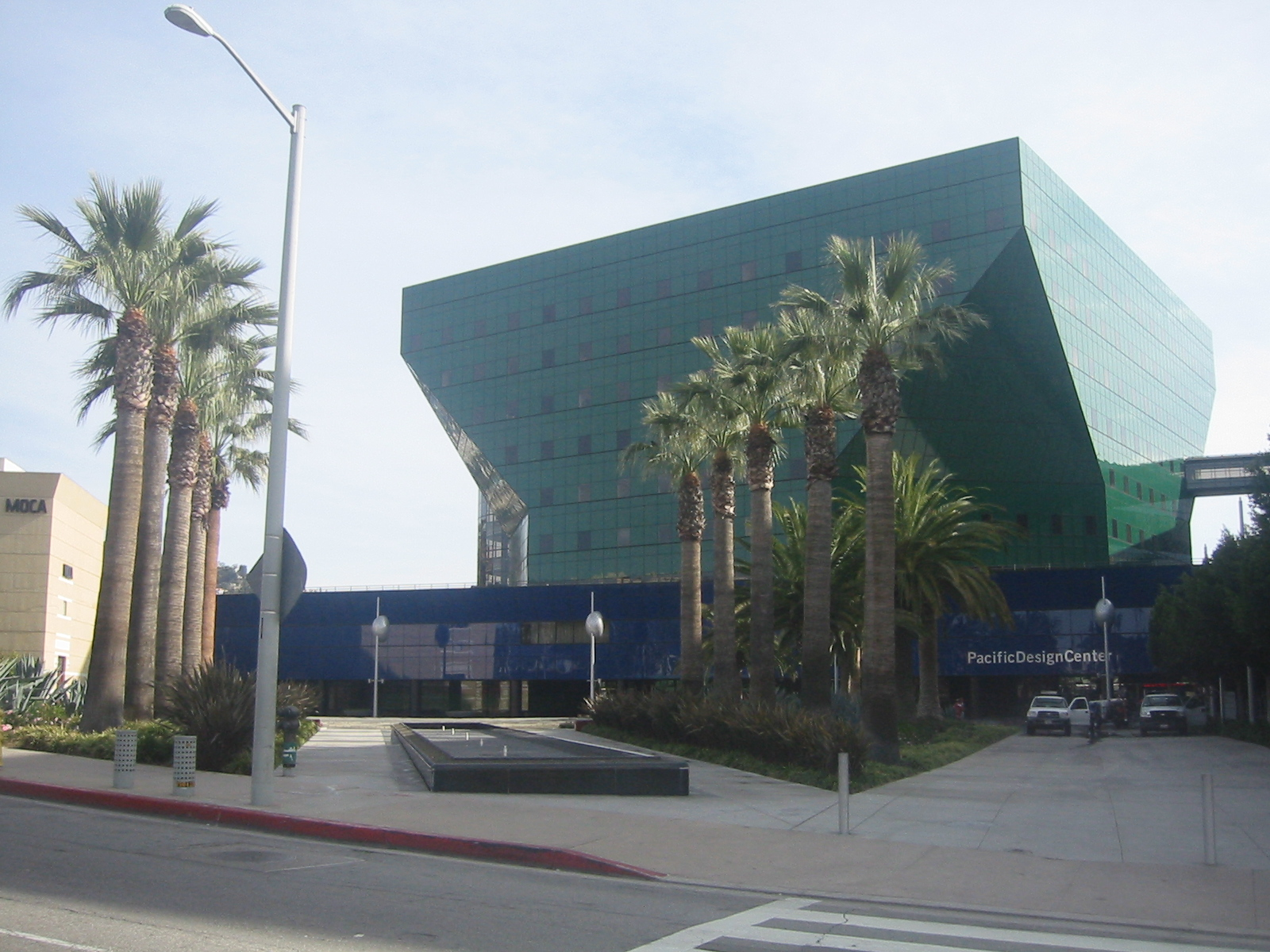
Das Pacific Design Center in West Hollywood diente als Sunrise Court, dem Wohnhaus von Lenina Huxley

Die Besetzung des Films gestaltete sich schwierig. Ursprünglich sollten Steven Seagal und Jean-Claude Van Damme die Protagonisten verkörpern, wobei Van Damme als Bösewicht agieren sollte. Dieser sagte zunächst zu, wollte jedoch erreichen, dass Seagal den Schurken spielen sollte. Dies lehnte nun Seagal ab, also wurden sowohl er als auch Van Damme aus dem Projekt gestrichen. Sylvester Stallone wünschte sich Jackie Chan als seinen Gegenspieler in der Rolle des Simon Phoenix. Chan lehnte jedoch ab, da er niemals einen Bösewicht spielen wolle, denn schließlich habe er in asiatischen Filmen stets den Helden verkörpert und könne nicht plötzlich als Schurke auftreten. Es gibt jedoch einen Verweis auf Stallones ursprünglichen Wunsch: In einer Szene erledigt Huxley einen Schläger mittels Kung Fu und gibt Jackie-Chan-Filme als Herkunft ihrer Fähigkeiten an. Für die Rolle der Lenina Huxley war zunächst Lori Petty gecastet worden. Diese verließ die Dreharbeiten aber bereits nach wenigen Tagen und wurde durch Sandra Bullock ersetzt.
Auch in den Nebenrollen treten mehrere bekannte Darsteller auf. Als Polizei-Telefonist Erwin agiert Rob Schneider, der zusammen mit Stallone auch in Judge Dredd zu sehen war. Als einer von Friendlys Gefolgsleuten ist Jack Black, bekannt aus King Kong und School of Rock, zu sehen. Schließlich spielt Jesse Ventura ein Gangmitglied von Phoenix. Ventura war als Jesse „the Body“ ein bekannter Wrestler der WWE, ehe er ins Schauspielfach wechselte und neben Arnold Schwarzenegger in Running Man und Predator zu sehen war.
Das Titellied Demolition Man sang Sting. Er nahm dabei ein altes Lied seiner früheren Band The Police wieder auf, das dem Film seinen Namen gab. Sandra Bullock und Benjamin Bratt spielen zwei befreundete Gesetzeshüter. Dies wurde bei der Produktion von Miss Undercover im Jahr 2000 erneut aufgegriffen.
Für die Spezialeffekte sorgten Michael J. McAlister, Kimberley K. Nelson, Christopher S. Watt, Mary E. Walter und Courtney M. Campbell.
Im Film tauchen mehrere Fahrzeuge auf, die auf Prototypen und Designstudien von Autoherstellern basieren. Die Polizeifahrzeuge sowie einige Zivilfahrzeuge basieren auf einer GM-Studie namens „Ultralite“ aus dem Jahr 1992. Da für den Film jedoch nicht nur für Stunts mehrere Fahrzeuge benötigt wurden, baute man diese auf der Basis von VW-Käfer-Fahrgestellen nach. Da die Protagonisten, darunter Hauptdarsteller Sylvester Stallone, nicht sehr groß sind, fanden diese auch bequem im nicht gerade geräumigen Inneren dieser Modelle Platz. Zwei der Originalrequisiten waren bis 2004 im Freizeitpark Warner Bros. Movie World zu sehen. Diese beiden Fahrzeuge unterschieden sich jedoch in der Ausstattung voneinander. Während eines der Modelle beide Flügeltüren öffnen konnte, war diese bei dem anderen auf der Beifahrerseite lediglich eine Attrappe.
Im Film wird Schwarzenegger als ehemaliger Präsident der Vereinigten Staaten bezeichnet, nach dem die „Schwarzenegger-Präsidentenbibliothek“ benannt sei. Dies war eine Revanche von Stallone, der im Schwarzenegger-Film Last Action Hero aus demselben Jahr auf einem Kinoplakat in der Hauptrolle und Pose des Films Terminator 2 – Tag der Abrechnung gezeigt wurde – verbunden mit der Aussage Schwarzeneggers, dies sei Stallones bester Film gewesen. Darüber hinaus lassen sich weitere Anspielungen auf andere Filme finden. Die von Benjamin Bratt dargestellte Figur des Alfredo Garcia soll an den Film Bring mir den Kopf von Alfredo Garcia erinnern, der Name des Gefängnisdirektors William Smithers an den des Gefängnisleiters in Papillon. Zudem ist im Büro von Lt. Lenina Huxley ein Filmposter von Lethal Weapon 3 mit Mel Gibson und Danny Glover zu sehen. Schließlich besorgt sich Phoenix in der Waffenausstellung des örtlichen Museums Waffen und Munition, wobei er eine der dortigen Figuren mit den Worten „entschuldige, Rambo, ich muss mir das mal borgen“ entwaffnet.
Ein Running Gag des Films sind die in Toiletten anstelle von Toilettenpapier ausliegenden drei Muschelschalen, wobei der Zusammenhang nicht im Film aufgeklärt wird. Das Konzept dieser drei Muscheln entstand, als Waters nach Ideen für eine futuristische Toilette suchte. Er rief den Schriftsteller Larry Karaszewski an und bat ihn um Vorschläge. Da dieser das Telefonat im Badezimmer annahm, wo eine Tüte mit Muscheln die Toilette dekorierte, beschloss Waters, diese zu verwenden.
Die Restaurantszene spielt in einer Filiale von Taco Bell. Da die Fast-Food-Kette außerhalb der USA weniger bekannt ist, wurde der Name für einige Versionen des internationalen Marktes in Pizza Hut geändert. Dafür wurden per Computer fast alle Taco-Bell-Schriftzüge durch „Pizza Hut“ ersetzt und die verbalen Nennungen aus dem englischen Original entsprechend synchronisiert. Achtet man zu Beginn des Angriffs von Friendlys Leuten genau auf die Fensterscheibe des Restaurants, an die alle Anwesenden im Lokal stürzen, kann man dort noch das Taco-Bell-Logo erkennen.
Das von Phoenix genutzte „Rail-Gun-Gewehr“, in der deutschen Filmfassung als „Akzelerator-Waffe“ bezeichnet, basiert äußerlich auf dem HK G11, einem Prototyp des deutschen Waffenherstellers Heckler & Koch.
Da Wesley Snipes Träger des schwarzen Gürtels in asiatischen Kampfkünsten ist und seine Tritte teilweise zu schnell für die Kamera waren, wurden diese Szenen am Computer nachgebessert und können dadurch etwas ungeschickt wirken.
Das mit Edelsteinen besetzte Kleid, das Sandra Bullock in der Taco-Bell-Szene trug, wog zirka 18 Kilogramm. Als sie damit in einer Szene ausgelassen herumhüpfte, riss es und drohte zu rutschen. Aus diesem Grund fasst Bullock sich an die Seite, während sie mit Stallone weggeht.
Viele Monologe des Simon Phoenix sind Anspielungen auf das US-amerikanische Kinderspiel „Simon says“.
Eine Szene, in der Sylvester Stallone als Spartan nach dem Auftauen splitternackt in Ganzkörperaufnahme zu sehen ist, wurde aus der Endfassung entfernt – auf ausdrücklichen Wunsch von Stallone.

## Synchronisation
Der Film wurde bei der Berliner Synchron vertont, wobei die Synchronisation stellenweise nicht gelungen ist. Michael Nowka schrieb das Dialogbuch und führte die Dialogregie.
| Rolle               | Schauspieler       | Synchronsprecher      |
| ------------------- | ------------------ | --------------------- |
| Det. John Spartan   | Sylvester Stallone | Thomas Danneberg      |
| Lt. Lenina Huxley   | Sandra Bullock     | Bettina Weiß          |
| Simon Phoenix       | Wesley Snipes      | Torsten Michaelis     |
| Dr. Raymond Cocteau | Nigel Hawthorne    | Peter Matić           |
| Alfredo Garcia      | Benjamin Bratt     | Christian Olsen       |
| Chief George Earle  | Bob Gunton         | Friedrich G. Beckhaus |
| Edgar Friendly      | Denis Leary        | Peter Reinhardt       |
| Bob                 | Glenn Shadix       | Tom Deininger         |
| Zachary Lamb 2032   | Bill Cobbs         | Helmut Krauss         |
| Erwin               | Rob Schneider      | Oliver Rohrbeck       |

## Kritiken
Nach Meinung des Lexikon des internationalen Films ist Demolition Man „ein zwar perfekter und mit einiger Ironie inszenierter Actionfilm, der wegen der hausbackenen Geschichte und in Ermangelung einer halbwegs plausiblen Zukunftsvision aber nur wie ein Vehikel für zwei Hollywood-Stars wirkt.“
Nach dem Urteil der Zeitschrift Cinema „zählt der Actionkracher [trotz leichter Mängel] zu den besseren Stallone-Vehikeln, denn clever veräppelt der Film falsche ‚political correctness‘“. Fazit: „Action mit Mut zur comichaften Übertreibung“.
Der ungarische Autor István Nemere erhob 2010 Plagiatsvorwürfe gegen die Handlung des Films.

## Auszeichnungen (Auswahl)
Sandra Bullock wurde 1994 für die Goldene Himbeere als „Schlechteste Nebendarstellerin“ nominiert. Wesley Snipes erhielt eine Nominierung für den MTV Movie Award 1994 als „Bester Bösewicht“. Komponist Elliot Goldenthal wurde mit dem ASCAP Award ausgezeichnet.